# Бомон-дю-Перигор
Бомон-дю-Перигор (фр. Beaumont-du-Périgord) — коммуна на юго-западе Франции в департаменте Дордонь административного региона Аквитания.
Английская бастида, основанная в 1272 году сенешалем Гиени Люком де Танеем от имени короля Англии Эдуарда I. Планировка поселения представляет собой букву «H», что означает Henri. От центральной площади начинаются две улицы (rue Foussal и rue Romieu), которые образуют две параллельные линии в букве «H». Эта центральная площадь окружена арочными пассажами, которые называются «cornières», и куда выходят городские магазины. На углу площади расположена огромная укреплённая церковь, величина которой совсем не пропорциональна размеру городка. В Бомон-дю-Перигоре ещё можно видеть следы укреплённой стены и недавно восстановленные средневековые городские врата Porte de Luzier.
До 2001 года коммуна официально называлась Бомон (фр. Beaumont).

## География
Бомон-дю-Перигор расположен на юго-западе Франции и на юге департамента Дордонь в историческом крае Пурпурный Перигор.
Поселение расположено в холмистой местности на крутом склоне, откуда появилось имя Beaumont (означает "красивый подъём на гору"). Городская площадь со своей церковью возвышаются над окрестными холмами.

## История
В начале своей истории Бомон-дю-Перигор был английской бастидой, основанной в 1272 году сенешалем Гиени Люком де Танеем от имени короля Англии Эдуарда I. Её построили на землях, пожертвованных настоятелем аббатства Сент-Ави-Сеньер, аббатом Кадуена и сеньором Бирон.
15 ноября 1286 года английский король Эдуард I даровал городу хартию вольности. Имеется королевская грамота, датированная 1289 годом, дозволяющая консулам построить рынок с южной стороны центральной площади. Этот рынок присутствует в земельном кадастре, составленном в 1840 году. Однако из-за ветхости его снесли в 1864 году.
Поселение в плане имеет прямые улицы, пересекающиеся под прямыми углами. Центральная площадь окружена зданиями с арочными галереями. В плане она имеет почти строгий прямоугольник с размерами 338 метров на 137 метров. На каждой стороне площади имеется 4 дома, у которых вторые этажи выступают на площадь, образуя, благодаря опорам, крытые галереи.
Городская стена была возведена в 1320 году. Приблизительно в 1330—1350 годах непосредственно возле северо-восточного угла центральной площади начато строительство церкви Сен-Лоран-э-Сен-Фрон.
В 1442 году город был захвачен Пьером де Бофором, виконтом де Тюрен.
Король Людовик XI в 1461 году подтвердил хартию вольности жителям бастиды.
В 1561 году случилась первая осада бастиды гугенотами. Второй раз протестанты осадили бастиду в 1575 году. Третья осада бастиды была в 1576 году. Поселение было занято протестантами 5 февраля 1576 года; нападавшими командовал капитан Камппаньяк де Рюфен. После подписания мирного договора город был возвращён католикам.
В четвёртый раз бастиду осадили и захватили 13 ноября 1585 года отряды капитана гугенотов Паниссо.
В 1596 году король Франции Генрих IV продал свои права и доходы с графства Бомон. Жители были очень этим недовольны.
Горожане Бомона в 1605 году оплатили обратный выкуп в пользу короля.
В 1643 году король Людовик XIII передал в залог сеньорию Бомон за сумму 7563 ливров герцогу Буйонскому, который обладал городом и графством Бомон на правах «залогодержателя».
20 марта 1651 года король Людовик XIV, «во благо своего государства и в обеспечение безопасности границ Шампани, следуя намерению умершего короля, своего отца, Людовика XIII» купил княжества Седан и Рокур со всеми угодьями и обременениями в обмен на большое количество территорий, в числе которых был город и графство Бомон.
В XVIII веке город утратил свои укрепления. Городскую стену продали жителям прилегающих улиц, которые её местами разобрали, а местами пристроили к ней свои дома. От стены остались только отдельные фрагменты, городские врата porte de Luziès и одна башня.
В 1707 году началось строительство женской обители «Dames de la Foi», которое завершилось только к 1740 году.
Вплоть до 1733 года графство Бомон было частью владений семьи де Бомон. В 1733 году герцогиня Буйонская продала графство Бомон председателю парламента Бордо Ожару.
В 1763 году Жан де Пати, сеньор Люсье купил графство Бомон у вдовы председателя Ожара за 20 000 ливров.
В период с 1763 по 1782 год возникло множество конфликтных ситуаций между Жаном де Пати и первым консулом города Бомон Шарлем де Монсеком.
В 1789 году в Бомоне начали строить больницу, но её третий этаж остался незаконченным.
В 1790 году соседнюю коммуну Банн включили в состав Бомона.
Вплоть до указа, изданного 1 февраля 2001 года, коммуна носила название Бомон (фр. Beaumont).

## Достопримечательности
В Бомон-дю-Перигор осталось множество признаков прошлой бастиды. В исследованиях современных историков описаны 43 дома, построенных в прошлых веках и следы которых существуют в городе в наше время, несмотря на множество реконструкций.
Помимо 7 домов, находящихся на центральной площади, сейчас она называется place Jean-Moulin, к таким зданиям относятся все дома, расположенные между улицами rue Ratier и rue Féliciane. Некоторые дома на улице rue Ratier сохранили стрельчатые проёмы на первых этажах, что позволяло вести там торговлю.
- Церковь Сен-Лоран-э-Сен-Фрон[4] (XIII—XIV века), классифицирована как исторический памятник.

- Женская обитель «Dames de la Foi» (сейчас дом престарелых) строилась начиная с 1707 года. Часовня была открыта в 1712 году, но основное здание закончили только в 1740 году. Чтобы закончить строительные работы, основатель обители мадмуазель де Лафорс купила часть старой городской стены[5]

- Бывшая старинная больница, а сейчас мэрия. Король Людовик XV пожаловал королевскую грамоту на строительство богадельни в Бомоне в 1772 году, а в следующем году аббат Женест завещал свой дом под богадельню. В 1778 году первый консул Бомона, бывший хирургом, начал строительство новой богадельни, которую открыли в начале 1789 года, не успев закончить третий этаж. В 1818 году богадельню перевели в прежнюю женскую обитель, где сейчас находится дом престарелых. После этого в освободившемся здании устроили мэрию, школу, суд и тюрьму (в северном крыле) и квартиру учителя, а после 1840 года, квартиру священника.

- Врата бастиды Porte de Luzier (конец XIII — начало XIV века) остались единственными вратами от старинных городских укреплений. В северо-западной части города можно видеть старую башню. Следы старой городской стены заметны в стенах некоторых домов.

- Кладбище эпохи меровингов, где имеется несколько каменных саркофагов.

- Замок Банн (XV—XVI век)

- Церковь Сен-Мартен в Банне

- Шато Люзье (XVII—XVIII век)